# Cochliobolus lunatus
Cochliobolus lunatus är en svampart som beskrevs av R.R. Nelson & F.A. Haasis 1964. Cochliobolus lunatus ingår i släktet Cochliobolus och familjen Pleosporaceae.   Inga underarter finns listade i Catalogue of Life.